# Liste der denkmalgeschützten Objekte in Hopfgarten in Defereggen
Die Liste der denkmalgeschützten Objekte in Hopfgarten in Defereggen enthält die 12 unbeweglichen denkmalgeschützten Objekte der Gemeinde Hopfgarten in Defereggen.

## Denkmäler
| Foto |                 | Denkmal                                                                              | Standort                                                     | Beschreibung | Metadaten |
| ---- | --------------- | ------------------------------------------------------------------------------------ | ------------------------------------------------------------ | --- | --- |
| ja   | Datei hochladen | Widum HERIS-ID: 6789 Objekt-ID: 2672 TKK: 38612                                      | Dorf 12 Standort KG: Hopfgarten in Defereggen                | Das um 1760 errichtete Pfarrhaus erfuhr mehrere Umbauten sowie Erweiterungen im 19. Jahrhundert. Es ist ein zweigeschoßiger Mauerbau mit Walmdach und regelmäßiger Fassadengestaltung mit Faschenrahmung. | BDA-Hist.: Q37929552 Status: § 2a Stand der BDA-Liste: 2025-06-30 Name: Widum GstNr.: 484 Pfarrhaus Hopfgarten                                                            |
| ja   | Datei hochladen | Mariä Verkündigungs-Kapelle HERIS-ID: 6795 Objekt-ID: 2678 TKK: 16912                | neben Rajach 6 Standort KG: Hopfgarten in Defereggen         | Die Maria-Verkündigungs-Kirche wurde zwischen 1962 und 1969 auf Grund eines Gelöbnisses errichtet. | BDA-Hist.: Q37930018 Status: § 2a Stand der BDA-Liste: 2025-06-30 Name: Mariae Verkündigungs-Kapelle GstNr.: 721/3 Kapelle Rajach                                         |
| ja   | Datei hochladen | Kath. Pfarrkirche hl. Johannes von Nepomuk HERIS-ID: 6787 Objekt-ID: 2670 TKK: 16907 | gegenüber Dorf 67 Standort KG: Hopfgarten in Defereggen      | Die Pfarrkirche der Gemeinde Hopfgarten entstand in der Mitte des 18. Jahrhunderts, die Weihe erfolgte 1789. Mit der Erneuerung des Innenraums im Jahr 1826 wurde der Kirche ihr barock-klassizistisches Aussehen verliehen. | BDA-Hist.: Q24275193 Status: § 2a Stand der BDA-Liste: 2025-06-30 Name: Kath. Pfarrkirche hl. Johannes von Nepomuk GstNr.: .109, 485 Pfarrkirche Hopfgarten in Defereggen |
| ja   | Datei hochladen | Friedhof HERIS-ID: 6788 Objekt-ID: 2671 TKK: 92689                                   | bei Dorf 67 Standort KG: Hopfgarten in Defereggen            | Hopfgarten erhielt erst 1785 einen eigenen Friedhof, der bei der Kirche angelegt wurde und die Kirche vollständig umschließt. Der Friedhof umfasst auch die Einsegnungshalle, ein Kriegerdenkmal zum Gedenken an die Toten der beiden Weltkriege, eine Lourdeskapelle und Wandnischen mit einem Gemäldezyklus in vierzehn Teilen. | BDA-Hist.: Q37929538 Status: § 2a Stand der BDA-Liste: 2025-06-30 Name: Friedhof GstNr.: .510, 485 Friedhof Hopfgarten in Defereggen                                      |
| ja   | Datei hochladen | Antoniuskapelle/Schmitten-Kapelle HERIS-ID: 6790 Objekt-ID: 2673 TKK: 16909          | gegenüber Plon 43 Standort KG: Hopfgarten in Defereggen      | Die Antoniuskapelle wurde 1850 erbaut. Der Altar stammt aus der Mitte des 19. Jahrhunderts und zeigt den heiligen Antonius im Gebet vor der Madonna. | BDA-Hist.: Q37929591 Status: § 2a Stand der BDA-Liste: 2025-06-30 Name: Antoniuskapelle/Schmitten-Kapelle GstNr.: .464 Schmittenkapelle, Hopfgarten im Defereggen         |
| ja   | Datei hochladen | Kapelle Maria vom Guten Rat HERIS-ID: 6791 Objekt-ID: 2674 TKK: 16914                | bei Lerch 4 Standort KG: Hopfgarten in Defereggen            | Die Kapelle Maria vom Guten Rat entstand im 19. Jahrhundert und beherbergt ein qualitätvolles Maria Hilf Bild (Cranach-Kopie). | BDA-Hist.: Q37929601 Status: § 2a Stand der BDA-Liste: 2025-06-30 Name: Kapelle Maria vom Guten Rat GstNr.: .252 Kapelle Lerch                                            |
| ja   | Datei hochladen | Allerheiligen-Kapelle HERIS-ID: 6792 Objekt-ID: 2675 TKK: 16913                      | gegenüber Hof 6 Standort KG: Hopfgarten in Defereggen        | Die Allerheiligen-Kapelle geht auf ein älteres Gebäude zurück, wobei die heutige Kapelle um 1800 entstand. Sie beherbergt einen qualitätvollen Altar aus dem Anfang des 19. Jahrhunderts, der im Altarblatt ein Allerheiligenbild mit Christus, Gottvater und Taube als Heiliger Geist zeigt.                                     | BDA-Hist.: Q37929658 Status: § 2a Stand der BDA-Liste: 2025-06-30 Name: Allerheiligen-Kapelle GstNr.: .186 Allerheiligen-Kapelle, Hopfgarten in Defereggen                |
| ja   | Datei hochladen | Kapelle Zur Schmerzhaften Muttergottes HERIS-ID: 6793 Objekt-ID: 2676 TKK: 16916     | Dölach Standort KG: Hopfgarten in Defereggen                 | Die Kapelle wurde um 1800 erbaut und verfügt über einen Altar aus derselben Zeit. | BDA-Hist.: Q37929778 Status: § 2a Stand der BDA-Liste: 2025-06-30 Name: Kapelle Zur Schmerzhaften Muttergottes GstNr.: .5                                                 |
| ja   | Datei hochladen | Maria Heimsuchungs-Kapelle HERIS-ID: 6794 Objekt-ID: 2677 TKK: 16915                 | Ratzell 3, in der Nähe Standort KG: Hopfgarten in Defereggen | Die Maria Heimsuchungs-Kapelle wurde 1851 errichtet. Der Altar aus der ersten Hälfte des 19. Jahrhunderts zeigt als Altarblatt Maria mit dem Kind. | BDA-Hist.: Q37929891 Status: § 2a Stand der BDA-Liste: 2025-06-30 Name: Maria Heimsuchungs-Kapelle GstNr.: .90                                                            |
| ja   | Datei hochladen | Straßenbrücke Blos HERIS-ID: 6799 Objekt-ID: 2682 TKK: 16926                         | Dorf 56, in der Nähe Standort KG: Hopfgarten in Defereggen   | Die Blosbrücke wurde zwischen 1941 und 1943 nach einem Hochwasser der Schwarzach errichtet. Es handelt sich dabei um eine Hängesprengwerkbrücke mit schindelgedecktem Satteldach und beidseitiger Brüstung. | BDA-Hist.: Q37930299 Status: § 2a Stand der BDA-Liste: 2025-06-30 Name: Straßenbrücke Blos GstNr.: 1999 Blosbrücke                                                        |
| ja   | Datei hochladen | Straßenbrücke HERIS-ID: 6800 Objekt-ID: 2683 TKK: 16925                              | Dorf 79, in der Nähe Standort KG: Hopfgarten in Defereggen   | Die Straßenbrücke in Dölach wurde 1907 errichtet. Die gewölbte Steinbrücke überspannt dabei in einem Halbkreisbogen die Schwarzach. | BDA-Hist.: Q37930376 Status: § 2a Stand der BDA-Liste: 2025-06-30 Name: Straßenbrücke GstNr.: 1999 Brücke Dölach                                                          |
| ja   | Datei hochladen | Getreidemühle mit Seilzug am Zathamerbach HERIS-ID: 6801 Objekt-ID: 2684 TKK: 2103   | Plon 9, bei Standort KG: Hopfgarten in Defereggen            | Die Zathammühle ist eine Getreidemühle, die vermutlich aus dem 18. Jahrhundert stammt. Sie wird durch ein oberschlächtiges Zellenschaufelrad angetrieben. | BDA-Hist.: Q37930433 Status: Bescheid Stand der BDA-Liste: 2025-06-30 Name: Getreidemühle mit Seilzug am Zathamerbach GstNr.: .287 Getreidemühle (Hopfgarten i. Def.)     |